# Maaza Mengiste
Maaza Mengiste (Addis Abeba, 1971) è una scrittrice etiope.

## Biografia
Nel 1974 l'imperatore etiope Hailé Selassié I, al potere dal 1930, fu rovesciato da un colpo di Stato orchestrato da Menghistu Hailè Mariàm. Tre zii materni di Maaza Mengiste furono tra le vittime della rivoluzione, e la sua famiglia fu costretta a lasciare il paese. Maaza Mengiste ha vissuto a Lagos, in Nigeria, a Nairobi, in Kenya, e negli Stati Uniti. Ha studiato scrittura creativa all'Università di New York e oggi vive a New York. È stata nominata New Literary Idol dalla rivista New York Magazine.
Il 13 marzo 2024 ha tenuto la prima lectio magistralis nella cattedra intitolata in onore di Virginia Woolf presso l'Università per stranieri di Siena.

## Attività letteraria
Il suo romanzo d'esordio, Lo sguardo del leone, racconta le vicende della famiglia di Hailu, un medico che vive e lavora ad Addis Abeba nel periodo in cui Menghistu prende il potere rovesciando l'Imperatore e inaugurando un periodo di terrore. Al centro del libro le sofferenze patite dalle vittime di una guerra civile che infrange legami di vicinato e amicizia e fa tremare persino i vincoli familiari. Il suo secondo romanzo, Il re ombra, è stato pubblicato nel 2019: la trama si incentra sull'occupazione italiana in Etiopia tra la Prima e la Seconda Guerra Mondiale..
Nel 2021 con Il re ombra ha vinto il Premio Gregor von Rezzori di Firenze ed è stata finalista all'International Booker Prize. Il volume parla delle donne etiopi che si ribellarono a Mussolini.

## Opere

### Romanzi
- Lo sguardo del leone (Beneath the Lion's Gaze, 2009), Vicenza, Neri Pozza, 2010 traduzione di Massimo Ortelio ISBN 978-88-545-0359-5.
- Il re ombra (The Shadow King, 2019), Torino, Einaudi, 2021 traduzione di Anna Nadotti ISBN 978-88-06-24726-3.

### Raccolte di racconti
- Addis Ababa Noir, 2020

## Premi e riconoscimenti
- Dayton Literary Peace Prize del 2011: secondo classificato per la narrativa con Beneath the Lion's Gaze
- Premio Edgar per il miglior racconto breve del 2021 vincitrice con Dust, Ash, Fligh tratto dalla raccolta  Addis Ababa Noir[4]